# Граф де Вильяльба (1486)
Граф де Вильяльба — испанский дворянский титул. Он был создан в 1486 году католическими монархами Изабеллой Кастильской и Фердинандом Арагонским для Диего де Андраде и Москосо, сеньора де Вильяльба, Андраде, Пуэнтедеуме и Эль-Ферроль.
Название графского титула происходит от названия муниципалитета Вильяльба, провинция Луго, автономное сообщество Галисия.

## Графы де Вильяльба
- Диего де Андраде и Москосо, 1-й граф де Вильяльба
- Фернандо де Андраде дас Мариньяс[исп.] (1477—1542), 2-й граф де Вильяльба и 1-й граф де Андраде, сын предыдущего
- Тереза де Андраде и Суньига (? — 1528), 3-я графиня де Вильяльба, дочь предыдущего, супруг — Фернандо Руис де Кастро и Португаль[исп.] (1505—1575), 4-й граф де Лемос и 1-й маркиз де Саррия
- Педро Фернандес де Кастро и Португаль[исп.] (1524—1590), 4-й граф де Вильяльба, сын предыдущих
- Фернандо Руис де Кастро и Португаль[исп.] (1548—1601), 5-й граф де Вильяльба, старший сын предыдущего
- Педро Фернандес де Кастро и Андраде (1576—1622), 6-й граф де Вильяльба, старший сын предыдущего
- Франсиско Фернандес де Кастро и Суньига (1579—1637), 7-й граф де Вильяльба, младший брат предыдущего
- Франсиско Фернандес де Кастро и Леньяно и Гаттинара (1613—1662), 8-й граф де Вильяльба, сын предыдущего
- Педро Антонио Фернандес де Кастро (1632—1672), 9-й граф де Вильяльба, сын предыдущего
- Гинес Мигель Мария де ла Консепсьон Фернандес де Кастро и Сентельяс (1666—1741), 10-й граф де Вильяльба. Умер бездетным, ему наследовала его племянница, дочь его брата Сальватора де Кастро и Андраде.
- Роза Мария де Кастро и Сентурион (1691—1772), 11-я графиня де Вильяльба, 12-я графиня де Лемос, 9-я маркиза де Саррия (грандесса Испании). Умерла бездетной в 1772 году. После её смерти в результате споров титул перешел к её племяннику, герцогу де Бехар.
- Хоакин Лопес де Суньига и Кастро (1715—1777), 12-й граф де Вильяльба, 13-й граф де Лемос, 10-й маркиз де Саррия, гранд Испании. Скончался бездетным, после его смерти графский титул перешел в дом герцогов де Бервик.
- Хакобо Фитц-Джеймс Стюарт и Колон де Португаль (1718—1785), 13-й граф де Вильяльба, 14-й граф де Лемос, 11-й маркиз де Саррия, 3-й герцог де Бервик и гранд Испании. Сын Хакобо Франсиско Фитц-джеймса Стюарта и Бурга, 2-го герцога де Лирия-и-Херика и 2-го герцога де Бервик, и Каталины Вентуры Колон де Португаль, 9-й герцогини де Верагуа и 8-й герцогини де ла Вега.
- Карлос Бернардо Фитц-Джеймс Стюарт и Сильва (1752—1787), 14-й граф де Вильяльба, 15-й граф де Лемос, 12-й маркиз де Саррия и гранд Испании. Сын предыдущего и Марии Терезы де Сильва и Альварес де Толедо (1714—1776)
- Хакобо Фитц-Джеймс Стюарт цу Штольберг-Гедерн[исп.] (1773—1794), 15-й граф де Вильяльба, 16-й граф де Лемос, 13-й маркиз де Саррия, 3-й герцог де Бервик и гранд Испании.
- Хакобо Фитц-Джеймс Стюарт и Штольберг[исп.] (1792—1795), 16-й граф де Вильяльба, 17-й граф де Лемос, 14-й маркиз де Саррия, 4-й герцог д Бервик и гранд Испании. Умер в возрасте 3 лет, ему наследовал его младший брат:
- Карлос Мигель Фитц-Джеймс Стюарт и Сильва (1794—1835), 17-й граф де Вильяльба, 18-й граф де Лемос, 15-й маркиз де Саррия, 5-й герцог де Бервик, 14-й герцог де Альба и гранд Испании. Ему наследовал его сын:
- Хакобо Луис Фитц-Джеймс Стюарт и Вентимилья (1821—1881), 18-й граф де Вильяльба, 19-й граф де Лемос, 16-й маркиз де Саррия, 6-й герцог де Бервик, 14-й герцог де Альба и гранд Испании. Был женат на Франсиске де Палафокс Портокарреро, 9-й графине де Монтихо, старшей сестре императрицы Франции Евгении. Ему наследовал его сын:
- Карлос Мария Фитц-Джеймс Стюарт и Портокарреро (1849—1901), 19-й граф де Вильяльба, 20-й граф де Лемос, 17-й маркиз де Саррия, 7-й герцог де Бервик, 16-й герцог де Альба и гранд Испании. Ему наследовал его сын:
- Хакобо Фитц-Джеймс Стюарт и Фалько (1878—1953), 20-й граф де Вильяльба, 21-й граф де Лемос, 18-й маркиз де Саррия, 17-й герцог де Альба, 8-й герцог де Бервик и гранд Испании. Ему наследовала его единственная дочь:
- Мария дель Росарио Каэтана Фитц-Джеймс Стюарт и Сильва (1926—2014), 21-я графиня де Вильяльба, 22-я графиня де Лемос, 19-я маркиза де Саррия, 9-я герцогиня де Бервик, 18-я герцогиня де Альба. Ей наследовал её старший сын от первого брака:
- Карлос Фитц-Джеймс Стюарт и Мартинес де Ирухо (род. 1948), 22-й граф де Вильяльба, 23-й граф де Лемос, 20-й маркиз де Саррия, 10-й герцог де Бервик и 19-й герцог де Альба.